# 元弘
元弘（1331年八月九日至1334年一月二十九日）是日本的年號之一。這個時代的天皇是後醍醐天皇、鎌倉幕府征夷大將軍為守邦親王、執權為北條守時。

## 改元
- 元德三年八月九日（1331年9月1日）改元元弘
- 元弘二年四月二十八日（1332年5月23日）北朝改元正慶
- 南朝元弘三年/北朝正庆二年五月二十五日（1333年7月7日）南朝废止正庆年号
- 元弘四年一月二十九日（1334年3月5日）改元建武

## 出處
- 《藝文類聚》

## 紀年、西曆、干支對照表
| 元弘       | 元年   | 二年     | 三年     | 四年   |
| 北朝年號   |        | 正慶元年 | 正慶二年 |        |
| 儒略曆日期 | 1331年 | 1332年   | 1333年   | 1334年 |
| 干支       | 辛未   | 壬申     | 癸酉     | 甲戌   |